# Intégrale de Dirichlet

Illustration de l'intégrale de Dirichlet

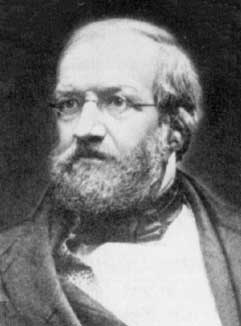
Peter Gustav Lejeune Dirichlet

L'intégrale de Dirichlet est l'intégrale de la fonction sinus cardinal sur la demi-droite des réels positifs
Il s'agit d'une intégrale impropre semi-convergente, c'est-à-dire qu'elle n'est pas absolument convergente {\displaystyle \left(\int _{0}^{+\infty }{\frac {|\sin x|}{x}}\,{\textrm {d}}x=+\infty \right)} mais {\displaystyle \lim _{a\to +\infty }\int _{0}^{a}{\frac {\sin x}{x}}~{\rm {d}}x} existe et est finie.

## Étude de la convergence
On considère la fonction
En 0, sa limite à droite vaut 1, donc f est prolongeable en une application continue sur [0, +∞[, si bien qu'elle est intégrable sur [0, a] pour tout a > 0.
Mais elle n'est pas intégrable en +∞, c'est-à-dire que

Cependant,
- Dirichlet[2], dans son article historique de 1829 sur les séries de Fourier, mentionne en passant une preuve fondée sur le critère de convergence des séries alternées[3] :
« On sait que {\displaystyle \int _{0}^{\infty }{\frac {\sin \gamma }{\gamma }}~{\rm {d}}\gamma } a une valeur finie et égale à π/2. Cette intégrale peut être partagée en une infinité d'autres, prises la première depuis γ = 0 jusqu'à γ = π, la seconde depuis γ = π jusqu'à γ = 2π, et ainsi de suite. Ces nouvelles intégrales sont alternativement positives et négatives, chacune d'elles a une valeur numérique inférieure à celle de la précédente […]. » ;
- dans le même esprit, la règle d'Abel pour les intégrales — ou une simple intégration par parties — fournit une preuve de convergence[4],[5] ;
- les méthodes ci-dessous de calcul de l'intégrale fournissent encore d'autres preuves de son existence.

## Calcul de l'intégrale

### Avec des suites
La méthode consiste à poser
et à montrer que la différence de ces deux suites tend vers 0, que la première est constante, égale à π/2, et que la deuxième tend vers l'intégrale de Dirichlet,.

### Avec le théorème des résidus
En remarquant que x ↦ (sin x)/x est la partie imaginaire de x ↦ eix/x et en considérant la fonction complexe F : z ↦ eiz/z, le théorème des résidus appliqué aux intégrales du quatrième type, permettant de calculer une valeur principale de Cauchy — ou plus simplement ici : le théorème intégral de Cauchy —, donne le résultat voulu.
Plus précisément, F admet un unique pôle, en 0. Considérons le contour défini comme suit : pour deux réels R > ε >0, on choisit les demi-cercles {\displaystyle {\mathcal {C}}_{R}} et {\displaystyle {\mathcal {C}}_{\varepsilon }} de centre O, de rayons R et ε, situés dans le demi-plan supérieur et on les relie par deux segments I et J. Cette courbe délimite un domaine borné du plan ne contenant pas l'origine.
Le théorème de Cauchy donne alors

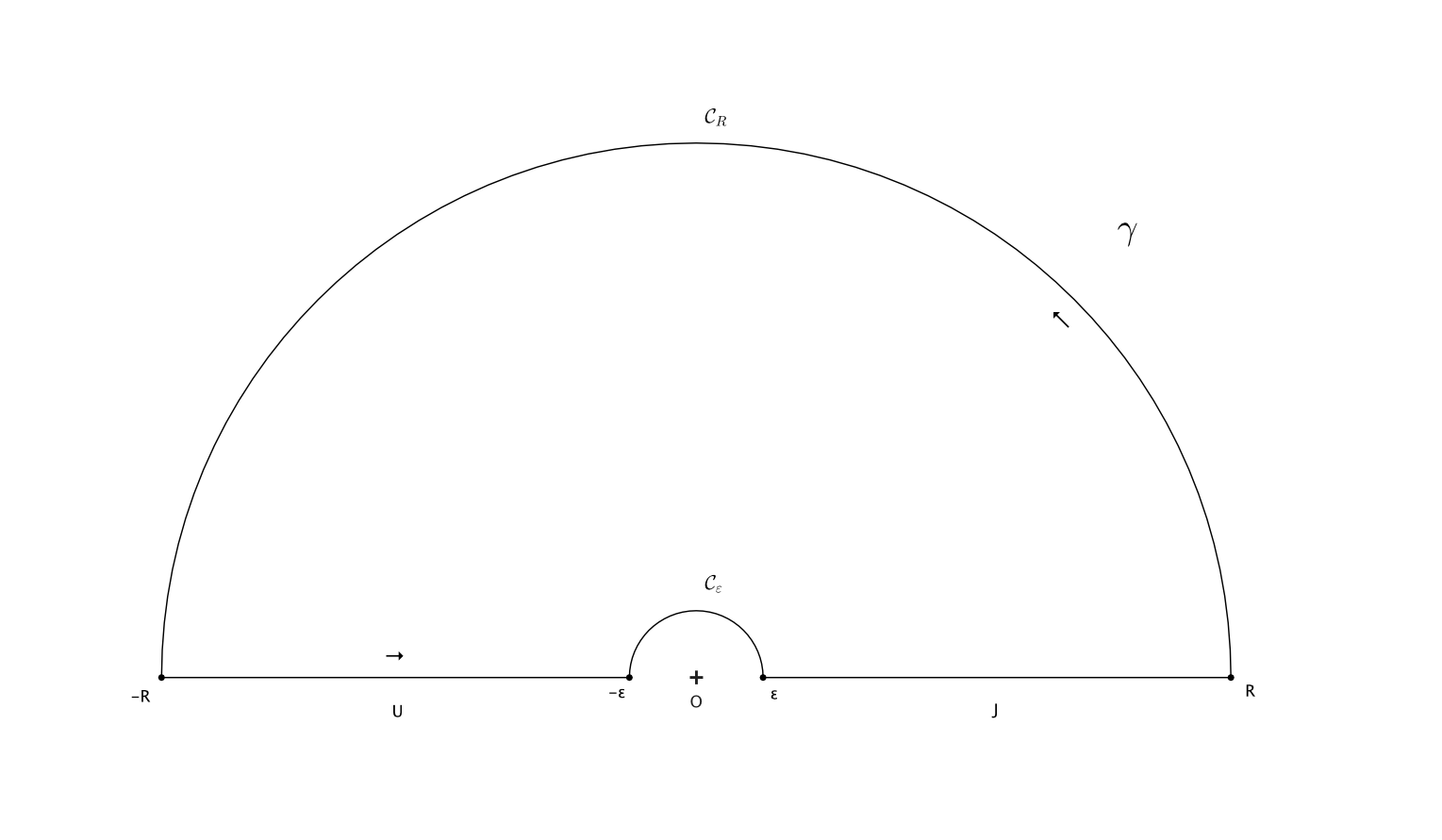
Contour pour l'intégrale de Dirichlet.

d'où, en faisant tendre R vers +∞ et ε vers 0 :
ce qui permet de conclure :
On peut aller un peu plus vite en considérant la fonction z ↦ (eiz – 1)/z qui se prolonge en une fonction entière. On intègre alors sur le contour constitué du demi-cercle {\displaystyle {\mathcal {C}}_{R}} et de l'intervalle [–R, R]. Par le théorème intégral de Cauchy,
d'où, en faisant tendre R vers +∞ :
et l'on conclut comme précédemment.

### Avec une transformée de Laplace
On utilise la formule suivante des transformée de Laplace : si {\displaystyle {\mathcal {L}}(f)=F}, alors {\displaystyle {\mathcal {L}}\left[{\frac {f(x)}{x}}\right]=\int _{p}^{+\infty }F(u)\mathrm {d} u}.
Ainsi, en utilisant {\displaystyle f=\sin }, d'où {\displaystyle F(p)={\frac {1}{p^{2}+1}}}.
En revenant à la définition de la transformation de Laplace, la propriété admise donne alors
{\displaystyle \int _{0}^{+\infty }\operatorname {e} ^{-px}{\frac {\sin x}{x}}\mathrm {d} x=\int _{p}^{+\infty }{\frac {\mathrm {d} u}{u^{2}+1}}=\left[\arctan u\right]_{p}^{+\infty }={\frac {\pi }{2}}-\arctan p}.
En passant à la limite quand {\displaystyle p\to 0}, on obtient {\displaystyle \int _{0}^{+\infty }{\frac {\sin x}{x}}\mathrm {d} x={\frac {\pi }{2}}}.
Un manière plus simple d'arriver au résultat est de montrer que pour tout x > 0, {\displaystyle \int _{0}^{+\infty }{\frac {\operatorname {e} ^{-xt}}{1+t^{2}}}\mathrm {d} t=\int _{0}^{+\infty }{\frac {\sin x}{x+t}}\mathrm {d} t} (en utilisant justement le fait que {\displaystyle {\frac {\operatorname {1} }{1+t^{2}}}} est la transformée de Laplace de la fonction sinus), puis d'appliquer ce résultat pour x = 0 (en réalité un calcul de limite via les théorèmes de continuité sous le signe intégrale) et comme l'intégrale de gauche est facile à calculer on arrive aisément au résultat.

### Avec la «technique de Feynman»
On considère l'intégrale paramétrique {\displaystyle I(y)=\int _{0}^{+\infty }{\frac {\sin x}{x}}\mathrm {e} ^{-xy}\mathrm {d} x} ; on remarque déjà que l'intégrale de Dirichlet correspond à I(0).
Par le théorème de dérivabilité des intégrales à paramètres, cette fonction est dérivable pour y > 0 et la dérivée vaut :
{\displaystyle {\begin{aligned}I'(y)&=\int _{0}^{+\infty }{\frac {\partial }{\partial y}}\left({\frac {\sin x}{x}}\mathrm {e} ^{-xy}\right)\mathrm {d} x=\int _{0}^{+\infty }{\frac {\sin x}{x}}(-x)\mathrm {e} ^{-xy}\mathrm {d} x=-\int _{0}^{+\infty }\sin(x)\mathrm {e} ^{-xy}\mathrm {d} x\\&=-\Im m\left(\int _{0}^{+\infty }\mathrm {e} ^{\mathrm {i} x}\mathrm {e} ^{-xy}\mathrm {d} x\right)=-\Im m\left(\int _{0}^{+\infty }\mathrm {e} ^{(\mathrm {i} -y)x}\mathrm {d} x\right)\\&=-\Im m\left[{\frac {1}{\mathrm {i} -y}}\mathrm {e} ^{(\mathrm {i} -y)x}\right]_{x=0}^{+\infty }=\Im m\left[{\frac {\mathrm {i} +y}{1+y^{2}}}\mathrm {e} ^{(\mathrm {i} -y)x}\right]_{x=0}^{+\infty }=-{\frac {1}{1+y^{2}}}.\end{aligned}}}
Ainsi, {\displaystyle \forall y>0:I(y)=-\arctan(y)+c}, et faire tendre y vers l'infini permet d'établir que c = π/2. 
Le théorème de continuité des intégrales à paramètres permet d'affirmer que {\displaystyle I} est continue en 0.
On en déduit que I(0) = π/2.

## Non convergence absolue de l'intégrale

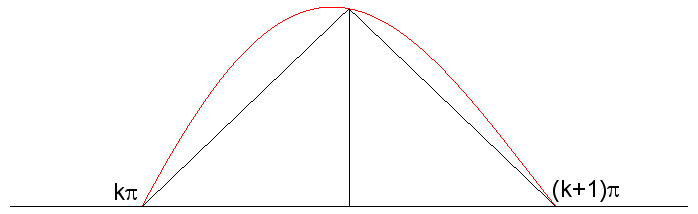

La convergence de {\displaystyle \int _{0}^{+\infty }{\frac {|\sin x|}{x}}\,{\textrm {d}}x} équivaut à celle de la série de terme général positif {\displaystyle u_{k}=\int _{k\pi }^{(k+1)\pi }{\frac {|\sin x|}{x}}\,{\textrm {d}}x} ; or d'après la preuve sans mot figurée ci-contre, {\displaystyle u_{k}\geqslant {\frac {\pi }{2}}{\frac {1}{k\pi +\pi /2}}={\frac {1}{2k+1}}}, d'où la divergence de la série donc de l'intégrale.